# Agnieszka cieszyńska
Agnieszka (ur. między 1338 a 1340, zm. między 6 lutego a 27 kwietnia 1371) – księżniczka cieszyńska z dynastii Piastów.
Córka księcia cieszyńskiego Kazimierza I i Eufemii, córki księcia czerskiego Trojdena I. Żona księcia oleśnickiego Konrada II, matka księcia oleśnickiego Konrada III Starego.
Między 1352 a 1354 została wydana za księcia oleśnickiego Konrada II. Z powodu zbyt bliskiego pokrewieństwa małżonkowie musieli prosić papieża Innocentego VI o dyspensę, którą otrzymali w 1357. Małżeństwu temu przypisuje się znaczenie w kontekście sporu pomiędzy bratem Piastówny Przemysławem I Noszakiem a jej mężem Konradem II, toczonego w latach 1355–1369 o spadek po Piastach bytomskich. Ze związku Agnieszki i Konrada urodził się jedyny syn – Konrad, który po śmierci ojca w 1403 objął rządy w księstwie oleśnickim.
Agnieszka zmarła młodo. Jej ciało spoczęło w kościele Najświętszej Panny Maryi na Piasku we Wrocławiu. Konrad II, mimo że w momencie jej śmierci liczył zaledwie około trzydziestu lat, nie ożenił się powtórnie.